# Gérard de La Martinière
Pour les articles homonymes, voir Machet et La Martinière.
Gérard Machet de La Martinière, né le 12 septembre 1943 à Angers et mort le 13 novembre 2023 à Cornillé-les-Caves, est un homme d'affaires français et une personnalité du monde associatif.
Il est Inspecteur général des finances, directeur général du groupe Axa, et président d’association : la Fédération française des sociétés d'assurances et le Comité européen des assurances, et président du Comité de la Charte de 2010 à 2023.

## Biographie

### Origine et formation
Appartenant à une ancienne famille bourgeoise du Poitou, dont les ancêtres étaient fermiers généraux de l'abbaye de Charroux, il naît le 12 septembre 1943 à Angers où son père est officier. Il est le neveu de Dominique de La Martinière, Inspecteur général des finances, et de l’abbé Joseph de La Martinière, résistant-déporté auteur d’ouvrage sur la déportation, enfin le cousin d'Hervé de La Martinière, éditeur, président-fondateur de La Martinière Groupe.
Après une éducation chez les jésuites et une classe préparatoire au lycée Sainte-Geneviève de Versailles, il entre à l'École polytechnique (Promotion 1963) puis à l’École nationale d'administration (promotion Jean-Jaurès).

### Carrière publique
Gérard de La Martinière a commencé sa carrière par différents postes au ministère des Finances de 1969 à 1984, notamment à la Direction de la comptabilité publique. Puis il s’est orienté sur les marchés financiers : de 1984 à 1986, il a été secrétaire général de la Commission des opérations de bourse, l’autorité de régulation des marchés financiers en France, puis de 1986 à 1988, premier président du MATIF. De 1988 à 1989, il est le directeur général de la SBF-Bourse de Paris. À ce titre, il annonce en mars 1989 une prochaine hausse des tarifs boursiers ; c'est à cette occasion qu'il a cette formule controversée : « La bourse n'est pas faite pour la veuve de Carpentras qui passe un ordre tous les dix ans », ce qui inquiète les petits porteurs. 

### Carrière privée
En 1989, il quitte la fonction publique et rejoint le groupe AXA, comme président de la Banque d'Orsay et, à partir de 1993, directeur général chargé des finances. 
De 1997 à 2003, il est membre du directoire d’AXA. Il en est écarté « avec douceur » et prend la présidence de la Fédération française des sociétés d'assurances mandat qu’il a exercé jusqu’en septembre 2008. Il a été également président du Comité européen des assurances de 2004 à 2008. Il a été président de la commission des finances du MEDEF jusqu’à fin 2009. 
À partir de 2010, il est président du Comité de la Charte, organisme de contrôle des associations et fondations.
Il meurt le 13 novembre 2023 à son domicile de Cornillé-les-Caves.

### Vie privée
Il se marie le 1er juillet 1970 avec Élisabeth Carpentier de Changy. Ils ont quatre fils : Romain, Maximilien, Calixte et Tristan[réf. nécessaire].

## Décorations
- Officier de la Légion d'honneur
- Officier de l'ordre national du Mérite

## Œuvres
- Rapport La Martinière sur le financement à long terme, 1996[8].